# Pelourinho de Coimbra
O Pelourinho de Coimbra localiza-se fronteiro à Igreja de São Bartolomeu, na Praça do Comércio (antigo Largo de São Bartolomeu), na atual freguesia de Coimbra (Sé Nova, Santa Cruz, Almedina e São Bartolomeu), na cidade e no Município de Coimbra, no Distrito de Coimbra, em Portugal.
Encontra-se classificado como Imóvel de Interesse Público desde 1933.
O pelourinho era erguido em praça pública, como símbolo de jurisdição e autoridade, junto do qual eram expostos e punidos os condenados. Mais tarde foi utilizado para pendurar editais.

## História
O pelourinho de Coimbra veio do adro da Sé Velha, onde se encontrava junto à Casa do "Vodo" (casa da audiência da Câmara, em frente à Igreja da Sé Velha) para a praça do Comércio nos finais do século XV (1498).
Foi retirado de seu lugar e transferido para o largo da Portagem (1611), onde foi adaptado para servir de fontanário. Aí permaneceu até 1836, ano em que foi armazenado, permanecendo guardado até 1984. Do original resta a grimpa, conservada no acervo do Museu Nacional Machado de Castro.
O atual exemplar é uma reconstrução efetuada na década de 1980, baseada em uma gravura de época, e instalado em 1984 quando da reurbanização da atual Praça do Comércio. A atual grimpa é da autoria de Pompeu Aroso, feita no ano de 1984.

## Características
É composto por elementos decorativos, claramente manuelinos: uma coluna lisa de pedra, erguida sobre três degraus do mesmo material, com quatro ganchos de ferro em cruz junto ao capitel e, no topo, uma esfera armilar coroada por uma Cruz de Cristo.